# Myristica chartacea
Myristica chartacea är en tvåhjärtbladig växtart som beskrevs av John Wynn Gillespie. Myristica chartacea ingår i släktet Myristica och familjen Myristicaceae. Inga underarter finns listade i Catalogue of Life.